# توني بوزان
توني بوزان (بالإنجليزية: Tony Buzan)‏ (1942م) المعروف بأستاذ الذاكرة، هو صاحب السجل العامر من الأعمال والكتابات المتميزة في حقل الذاكرة، كما أنه واضع خرائط العقل (والتي تعد أداة التفكير متعددة الأساليب لتقوية الذاكرة، والتي شكلت أكبرالفتوحات العلمية الرائدة في هذا المجال على مدار خمسمائة عام) ناهيك عن الكثير عن المؤلفات التي تصدرت قوائم الكتب الأكثر مبيعاً مثل كتاب العقل اولاً واستخدم عقلك، نشرت أعماله في أكثر من مئة وثلاثين دولة بثلاثين لغة مختلفة. وهو أيضاً مؤسس مسابقات بطولة العالم للذاكرة التي أصبحت الآن حدثاً يحظى بمكانة كبيرة في جدول الأحداث الثقافية والرياضية العالمية.

## سيرته الذاتية
يرأس توني بوزان مؤسسة Brain Foundation كما أنه منشئ مؤسسة Brain Trust Charity ونادي Use your Brain، إضافة لإسهامه في وضع أسس أولمبياد الألعاب الذهنية، وهو كذلك واضع مفهوم الأمية العقلية.
أما عن كتابته الرائدة على مستوى العالم في علوم الذاكرة والعقل والتعلم، فله اثنان وثمانون كتاباً شارك في تأليف بعضها وانفرد بوضع البعض الآخر، نذكر منها كتاب خرائط العقل، واستخدم عقلك، واستخدم ذاكرتك، وعلم نفسك الأدلة الإرشادية إلى المذاكرة والجيل لاساطع، والتي تم نشرها فيما يربو على المائة من بلدان العالم المختلفة، وترجمت إلى 30 لغة، وتقارب مبيعات هذه الكتب الخمسة ملايين نسخة في أنحاء العالم، وهو الرقم الذي تنامى على مدار الستة والعشرين عاما الماضية.
ثم أصبح توني بوزان أحد نجوم الإعلام المعروفين على مستوى العالم كمعد ومقدم، كما شارك في إنتاج الكثير من الأعمال المذاعة عبر القنوات الفضائية والمحطات الإذاعية والتلفازية الأرضية سواء الوطنية منها أو الدوليثة، بخلاف برامج الفيديو، ومن هذه الأعمال سلسلة استخدم عقلك Use Your Brain (تلفزين BBC) وسلسلة العقل المنفتح (ITV) والطيف الساحر (وهو فيلم وثائقي طويل عن المخ) والعديد من البرامج الحوارية
وفي نوفمبر عام 1997 - عقب تقديمه لبرنامج تلفزيوني ذائع الصيت عالمياً يخص البطولات العالمية للذاكرة وأولمبياد الرياضيات الذهنية والتي قدر عدد من شاركوا فيها بنحو 1.5 مليار شخص - ظهر على الهواء في محطة تليفزيونية شهيرة في أمريكا وحطم كل الأرقام القياسية لكل من استضافتهم هذه المحطة من حيث استظهار عدد متعدد الارقام.
ويتولى إسداء النصح للحكومات والمنظمات متعددة الجنسيات (بما فيها Bp، باركلاي الدولية، شركة المعدات الرقمية، وأنظمة البيانات الإلكترنية، جنرال موتورز، هيوليت باكارد وIBM)
كما يقوم بإلقاء محاضرات بصورة منتظمة في المحافل الدولة البارزة والجامعات والمدارس.
واشتهر بسيد العقول Mr Brain بين أعضاء منظمة الرؤساء الشبان (Ypo وهي منظمة دولية للأثرياء جداً) ويخصص كثير من أعماله لمساعدة هؤلاء الذي يعانون من عدم القدرة على التعلم، وهو أيضاً حامل لقب أعلى (حاصل ذكاء إبداعي) في العالم. وأحد إنجازاته الأخيرة تصميم برامج حاسوبية خاصة بالخرائط الذهنية للذاكرة والتي تمكن العقل الكربوني (الإنسان) من استخدام العقل السليكوني (الكمبيوتر) لعمل خرائط ذهنية بغرض التذكر وتخزين معلومات، ووضع ذلك كأساس لاستخدام الخريطة الذهنية كأداة للأغراض الإبداعية.
وآخر ما قام به في الخمسمائة عام الأخيرة هو تطوير نظام الذاكرة الرئيسية الجديد ألا وهو مصفوفة الذاكرة الرئيسية المدعمة ذاتياً (SEM3).
محرر صحيفة جمعية منسا (الخاصة بأصحاب مجاميع الذكاء العليا) من 1968 إلى 1971م.

## مؤلفاته
- كتاب استخدم ذاكرتك.
- كتاب تحكم بذاكرتك.
- كتاب العقل أولا.
- كتاب خرائط الذهن.
- كتاب القراءة السريعة.
- كتاب استخدم عقلك.
- كتاب العقل القوي.
- كتاب قوة الذكاء الكلامي.
- كتاب المنحنى الأكثر أهمية في العالم.
- كتاب قوة الذكاء الاجتماعي.
- كتاب خريطة العقل.